# Nascar Winston Cup Series 1980
Nascar Winston Cup Series 1980 var den 32:e upplagan av den främsta divisionen av professionell stockcarracing i USA sanktionerad av National Association for Stock Car Auto Racing.
Säsongen bestod av 31 race och inleddes på Riverside International Raceway 13 januari och avslutades 15 november på Ontario Motor Speedway. Dale Earnhardt tog sin första mästerskapstitel. Han skulle även komma att vinna cup-serien ytterligare sex gånger. Chevrolet som bilmärke dominerade serien med 22 segrar och vann märkesmästerskapet för femte året i rad.

## Tävlingskalender
| Nr | Officiellt namn             | Bana                                                        | Datum         |
| -- | --------------------------- | ----------------------------------------------------------- | ------------- |
| 1  | Winston Western 500         | Riverside International Raceway, Riverside, Kalifornien     | 13-19 januari |
| U  | Busch Clash                 | Daytona International Speedway, Daytona Beach, Florida      | 10 februari   |
| KV | 125 Mile Qualifying         | Daytona International Speedway, Daytona Beach, Florida      | 14 februari   |
| 2  | Daytona 500                 | Daytona International Speedway, Daytona Beach, Florida      | 17 februari   |
| 3  | Richmond 400                | Richmond Fairgrounds Raceway, Richmond, Virginia            | 24 februari   |
| 4  | Carolina 500                | North Carolina Motor Speedway, Rockingham, North Carolina   | 9 mars        |
| 5  | Atlanta 500                 | Atlanta International Raceway, Hampton, Georgia             | 16 mars       |
| 6  | Valleydale Southeastern 500 | Bristol International Raceway, Bristol, Tennessee           | 30 mars       |
| 7  | CRC Chemicals Rebel 500     | Darlington Raceway, Darlington, South Carolina              | 13 april      |
| 8  | Northwestern Bank 400       | North Wilkesboro Speedway, North Wilkesboro, North Carolina | 20 april      |
| 9  | Virginia 500                | Martinsville Speedway, Ridgeway, Virginia                   | 27 april      |
| 10 | Winston 500                 | Alabama International Motor Speedway, Talladega, Alabama    | 4 maj         |
| 11 | Music City USA 420          | Nashville Speedway, Nashville, Tennessee                    | 10 maj        |
| 12 | Mason-Dixon 500             | Dover Downs International Speedway, Dover, Delaware         | 18 maj        |
| 13 | World 600                   | Charlotte Motor Speedway, Concord, North Carolina           | 25 maj        |
| 14 | Budweiser Nascar 400        | Texas World Speedway, College Station, Texas                | 1 juni        |
| 15 | Warner W. Hodgdon 400       | Riverside International Raceway, Riverside, Kalifornien     | 8 juni        |
| 16 | Gabriel 400                 | Michigan International Speedway, Brooklyn, Michigan         | 15 juni       |
| 17 | Firecracker 400             | Daytona International Speedway, Daytona Beach, Florida      | 4 juli        |
| 18 | Busch Nashville 420         | Nashville Speedway, Nashville, Tennessee                    | 12 juli       |
| 19 | Coca-Cola 500               | Pocono International Raceway, Long Pond, Pennsylvania       | 27 juli       |
| 20 | Talladega 500               | Alabama International Motor Speedway, Talladega, Alabama    | 3 augusti     |
| 21 | Champion Spark Plug 400     | Michigan International Speedway, Brooklyn, Michigan         | 17 augusti    |
| 22 | Busch Volunteer 500         | Bristol International Raceway, Bristol, Tennessee           | 23 augusti    |
| 23 | Southern 500                | Darlington Raceway, Darlington, South Carolina              | 1 september   |
| 24 | Capital City 400            | Richmond Fairgrounds Raceway, Richmond, Virginia            | 7 september   |
| 25 | CRC Chemicals 500           | Dover Downs International Speedway, Dover, Delaware         | 14 september  |
| 26 | Holly Farms 400             | North Wilkesboro Speedway, North Wilkesboro, North Carolina | 21 oktober    |
| 27 | Old Dominion 500            | Martinsville Speedway, Ridgeway, Virginia                   | 28 oktober    |
| 28 | National 500                | Charlotte Motor Speedway, Concord, North Carolina           | 5 oktober     |
| 29 | American 500                | North Carolina Motor Speedway, Rockingham, North Carolina   | 19 oktober    |
| 30 | Atlanta Journal 500         | Atlanta International Raceway, Hampton, Georgia             | 2 november    |
| 31 | Los Angeles Times 500       | Ontario Motor Speedway, Ontario, Kalifornien                | 15 november   |

## Resultat
| Nr | Tävling                     | Pole position   | Flest ledda varv | Vinnare         | Team/ bilägare              | Konstruktör | Rapport |
| -- | --------------------------- | --------------- | ---------------- | --------------- | --------------------------- | ----------- | ------- |
| 1  | Winston Western 500         | Darrell Waltrip | Darrell Waltrip  | Darrell Waltrip | DiGard Motorsports          | Chevrolet   | Rapport |
| U  | Busch Clash                 | Bobby Allison   | Darrell Waltrip  | Dale Earnhardt  | Osterlund Motorsports       | Oldsmobile  | Rapport |
| KV | 125 Mile Qualifying 1       | Buddy Baker     | Buddy Baker      | Neil Bonnett    | Wood Brothers Racing        | Mercury     | Rapport |
| KV | 125 Mile Qualifying 2       | Donnie Allison  | Donnie Allison   | Donnie Allison  | Ellington Racing            | Oldsmobile  | Rapport |
| 2  | Daytona 500                 | Buddy Baker     | Buddy Baker      | Buddy Baker     | Ranier Racing               | Oldsmobile  | Rapport |
| 3  | Richmond 400                | Darrell Waltrip | Darrell Waltrip  | Darrell Waltrip | DiGard Motorsports          | Chevrolet   | Rapport |
| 4  | Carolina 500                | Darrell Waltrip | Cale Yarborough  | Cale Yarborough | Junior Johnson & Associates | Oldsmobile  | Rapport |
| 5  | Atlanta 500                 | Buddy Baker     | Cale Yarborough  | Dale Earnhardt  | Osterlund Motorsports       | Chevrolet   | Rapport |
| 6  | Valleydale Southeastern 500 | Cale Yarborough | Dale Earnhardt   | Dale Earnhardt  | Osterlund Motorsports       | Chevrolet   | Rapport |
| 7  | CRC Chemicals Rebel 500     | Benny Parsons   | David Pearson    | David Pearson   | Ellington Racing            | Chevrolet   | Rapport |
| 8  | Northwestern Bank 400       | Bobby Allison   | Richard Petty    | Richard Petty   | Petty Enterprises           | Chevrolet   | Rapport |
| 9  | Virginia 500                | Darrell Waltrip | Darrell Waltrip  | Darrell Waltrip | DiGard Motorsports          | Chevrolet   | Rapport |
| 10 | Winston 500                 | David Pearson   | Buddy Baker      | Buddy Baker     | Ranier Racing               | Oldsmobile  | Rapport |
| 11 | Music City USA 420          | Cale Yarborough | Cale Yarborough  | Richard Petty   | Petty Enterprises           | Chevrolet   | Rapport |
| 12 | Mason-Dixon 500             | Cale Yarborough | Cale Yarborough  | Bobby Allison   | Bud Moore Engineering       | Ford        | Rapport |
| 13 | World 600                   | Cale Yarborough | Darrell Waltrip  | Benny Parsons   | M.C. Anderson Racing        | Chevrolet   | Rapport |
| 14 | Nascar 400                  | Cale Yarborough | Cale Yarborough  | Cale Yarborough | Junior Johnson & Associates | Chevrolet   | Rapport |
| 15 | Warner W. Hodgdon 400       | Cale Yarborough | Darrell Waltrip  | Darrell Waltrip | DiGard Motorsports          | Chevrolet   | Rapport |
| 16 | Gabriel 400                 | Benny Parsons   | Benny Parsons    | Benny Parsons   | M.C. Anderson Racing        | Chevrolet   | Rapport |
| 17 | Firecracker 400             | Cale Yarborough | Bobby Allison    | Bobby Allison   | Bud Moore Engineering       | Mercury     | Rapport |
| 18 | Busch Nashville 420         | Cale Yarborough | Cale Yarborough  | Dale Earnhardt  | Osterlund Motorsports       | Chevrolet   | Rapport |
| 19 | Coca-Cola 500               | Cale Yarborough | Neil Bonnett     | Neil Bonnett    | Wood Brothers Racing        | Mercury     | Rapport |
| 20 | Talladega 500               | Buddy Baker     | Buddy Baker      | Neil Bonnett    | Wood Brothers Racing        | Mercury     | Rapport |
| 21 | Champion Spark Plug 400     | Buddy Baker     | Darrell Waltrip  | Cale Yarborough | Junior Johnson & Associates | Chevrolet   | Rapport |
| 22 | Busch Volunteer 500         | Cale Yarborough | Cale Yarborough  | Cale Yarborough | Junior Johnson & Associates | Chevrolet   | Rapport |
| 23 | Southern 500                | Darrell Waltrip | Darrell Waltrip  | Terry Labonte   | Hagan Enterprises           | Chevrolet   | Rapport |
| 24 | Capital City 400            | Cale Yarborough | Bobby Allison    | Bobby Allison   | Bud Moore Engineering       | Ford        | Rapport |
| 25 | CRC Chemicals 500           | Cale Yarborough | Darrell Waltrip  | Darrell Waltrip | DiGard Motorsports          | Chevrolet   | Rapport |
| 26 | Holly Farms 400             | Cale Yarborough | Bobby Allison    | Bobby Allison   | Bud Moore Engineering       | Ford        | Rapport |
| 27 | Old Dominion 500            | Buddy Baker     | Dale Earnhardt   | Dale Earnhardt  | Osterlund Motorsports       | Chevrolet   | Rapport |
| 28 | National 500                | Buddy Baker     | Dale Earnhardt   | Dale Earnhardt  | Osterlund Motorsports       | Chevrolet   | Rapport |
| 29 | American 500                | Donnie Allison  | Cale Yarborough  | Cale Yarborough | Junior Johnson & Associates | Chevrolet   | Rapport |
| 30 | Atlanta Journal 500         | Bobby Allison   | Cale Yarborough  | Cale Yarborough | Junior Johnson & Associates | Chevrolet   | Rapport |
| 31 | Los Angeles Times 500       | Cale Yarborough | Darrell Waltrip  | Benny Parsons   | M.C. Anderson Racing        | Chevrolet   | Rapport |